# Avenue Maurice-Hauriou
L'avenue Maurice-Hauriou (en occitan : avenguda Maurici Hauriou) est une voie publique de Toulouse, chef-lieu de la région Occitanie, dans le Midi de la France. Elle se situe au sud du quartier des Carmes, dans le secteur 1 - Centre.

## Situation et accès

### Description

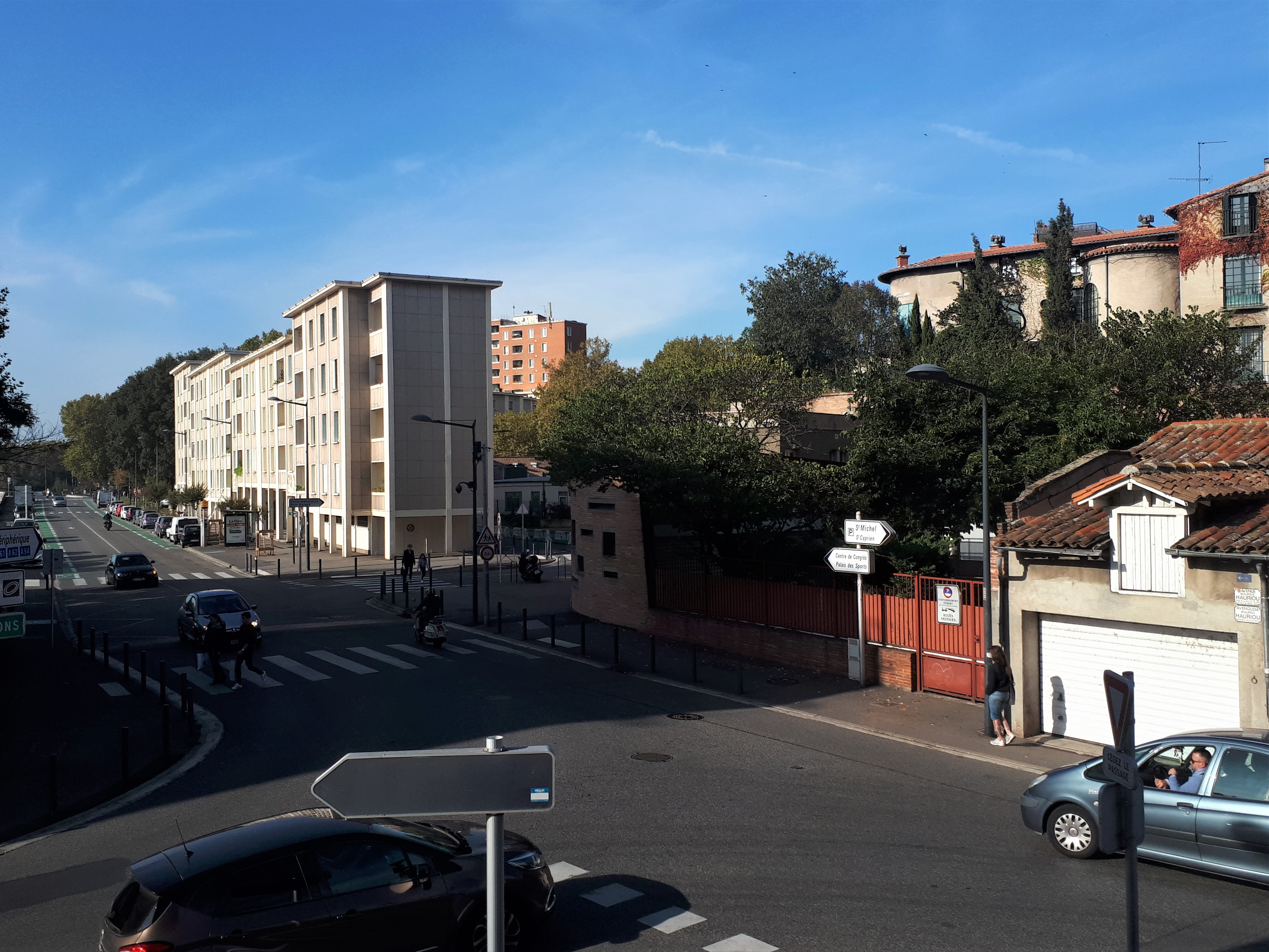
L'avenue Maurice-Hauriou vue de la rue de la Chaussée.

L'avenue Maurice-Hauriou est une voie publique située dans le centre-ville de Toulouse. Elle naît au nord des allées Paul-Feuga, presque au niveau du rond-point Jean-Étienne-Duranti, vaste carrefour que forment ces allées avec la place du Parlement au nord, les allées Jules-Guesde à l'est et la place Auguste-Lafourcade au sud. L'avenue Maurice-Hauriou descend par une pente vers la Garonne jusqu'à la rue de la Chaussée, qu'elle reçoit à gauche, puis elle donne naissance à la rue du Moulin-du-Château, longe à l'ouest la cité de Port-Garaud, et aboutit au rond-point des Combattants-de-Moins-de-Vingt-Ans, au croisement de l'avenue de la Garonnette, du quai de Tounis et du pont de Halage-de-Tounis.
La chaussée compte une voie de circulation automobile dans chaque sens. Elle est définie comme une zone 30 et la vitesse y est limitée à 30 km/h. Elle est longée sur chaque côté, mais seulement entre la rue du Moulin-du-Château et le rond-point des Combattants-de-moins-de-Vingt-Ans, par une bande cyclable. Il n'existe pas, entre les allées Paul-Feuga et la rue du Moulin-du-Château, d'autre aménagement cyclable.
L'avenue Maurice-Hauriou est en partie parcourue par le sentier de grande randonnée 653 (GR 653), qui va d'Arles au col du Somport. Il se prolonge, au sud, par la rue de la Chaussée et, au nord, par le quai de Tounis.

### Voies rencontrées
L'avenue Maurice-Hauriou rencontre les voies suivantes, dans l'ordre des numéros croissants (« g » indique que la rue se situe à gauche, « d » à droite) :
1. Allées Paul-Feuga
2. Rue de la Chaussée (g)
3. Rue du Moulin-du-Château (d)
4. Avenue de la Garonnette (d)
5. Pont du Halage-de-Tounis (g)
6. Quai de Tounis (d)

## Odonymie
Le nom de l'avenue rend hommage à Jean-Claude-Eugène-Maurice Hauriou, juriste et sociologue français, et professeur de droit toulousain. Né le 17 août 1856 à Ladiville (Charente), il fait ses études de droit à l'université de Bordeaux et est reçu premier à l'agrégation en 1882. Il est nommé l'année suivante professeur à la faculté de droit de l'université de Toulouse, dont il devient le doyen en 1906. Il meurt le 12 mars 1929 à son domicile, no 8 rue de la Dalbade. Maurice Hauriou a écrit notamment sur la puissance publique : son travail constitue un commentaire des décisions des autorités administratives et met en avant une vision de l'État comme puissance publique, dont la nature justifie un droit d'exception. Pendant l'affaire Dreyfus, il adhéra à la Ligue de la patrie française.
Au Moyen Âge, seule la première partie de l'avenue actuelle existait. Simple chemin qui permettait d'accéder depuis le faubourg Saint-Michel aux rives de la Garonne et de la Garonnette et au port Garaud, on le désignait comme la descente du Port-Garaud. Au XVIIIe siècle, on lui attribua le nom de rue Monluc. En 1794, pendant la Révolution française, on lui donna quelque temps celui de rue Puigcerda, mais elle ne le conserva pas. En 1934, elle fut la rue de la Porte-Narbonnaise, à cause de la proximité de la Porte narbonnaise. Mais en 1956, après l'aménagement de la nouvelle avenue, on lui donna officiellement le nom de Maurice Hauriou.

## Histoire
L'avenue Maurice-Hauriou correspond à ancien chemin de ronde des remparts. En 1954, il est aménagé et prolongé à l'emplacement du moulin du Château-Narbonnais et de sa chaussée.

## Patrimoine et lieux d'intérêt
- no  1-3bis : cité du Port-Garaud. 
La cité du Port-Garaud est construite en 1958 par les architectes Joachim et Pierre Génard. La cité, d'un style résolument moderne, dont elle reprend la plupart des points, est composée de plusieurs bâtiments de 4 à 5 étages, sur pilotis, qui forment un serpentin orthogonal, le long du tracé de l'ancien bras de la Garonnette. Les façades sont habillées de plaques de béton préfabriquées, tout comme les encadrements de fenêtres et de portes en saillie. Plusieurs bas-reliefs représentent des allégories figuratives[6].

- sans numéro : école maternelle du Port-Garaud.
Le bastion du Moulin du Château est construit entre 1527 et 1544, afin de renforcer les défenses de la ville là où le rempart rejoint les rives de la Garonnette, mais il est détruit au XVIIIe siècle. C'est à son emplacement que l'école est construite en 1958, sur les plans de l'architecte Pierre Debeaux et de l'architecte de la ville Roger Brunerie. Elle est cependant fermée, en raison de faibles effectifs, en 2022[7].
Le bâtiment de deux niveaux forme un L avec une aile principale sur rue, courbe, qui suit le tracé de la rue, et une aile au nord. Dans le plan initial, l'ensemble se composait de deux classes ouvrant sur la cour centrale, un bureau de direction, un réfectoire, des sanitaires et une salle de jeux et, à l'étage, un logement de fonction. Les murs en béton avec parement de brique, massifs, rappellent le bastion du Moulin du Château disparu[8].

- no  13 : emplacement de la barbacane Saint-Michel ; immeuble.  Inscrit MH (1993, vestiges de la barbacane)[9]. 
L'immeuble est construit à l'emplacement des fossés de l'ancienne barbacane Saint-Michel, construite dans la première moitié du XVIe siècle en avant de la porte du Château (ou porte Saint-Michel). La barbacane est détruite à la fin du XVIIIe siècle, sauf un pan de mur qui sert de séparation avec l'immeuble voisin (actuels no 13 allées Paul-Feuga et no 1 place du Parlement)[10]. 
L'immeuble actuel, élevé au début du XXe siècle, présente sur l'avenue Maurice-Hauriou une longue façade de sept travées. Dans la 1re travée s'ouvre la porte du garage. La 2e et la 3e travée sont mises en valeur par un léger ressaut. Au rez-de-chaussée surélevé, les fenêtres ont de petits garde-corps à motifs géométriques et végétaux. Au 1er étage, les fenêtres ont des pierres d'angle et une agrafe en pierre, et sont dotées de balcons aux garde-corps aux motifs géométriques Art nouveau. L'élévation est couronnée par une fine corniche à denticules[11].